# 森田必勝
森田 必勝（もりた まさかつ、自称読み：ひっしょう、1945年（昭和20年）7月25日 - 1970年（昭和45年）11月25日）は、日本の政治活動家。三島由紀夫が結成した「楯の会」の第二代学生長。三島と共に憲法改正のための自衛隊の決起を呼びかけた後に割腹自殺した（詳細は三島事件を参照）。
三島の単なる伴走者や主従関係の「従」ではなく、むしろ森田必勝が「主」となり三島らを引っ張っていったのではないか、という見解もしばしば見受けられる。

## 生涯

### 生い立ち
1945年（昭和20年）7月25日、三重県四日市市大治田町905番地（現・大治田2丁目7-21）に、父・森田和吉と母・たまの間に次男として誕生。父・和吉（明治33年生）は、市内の国民学校・内部小学校の校長をし、母・たま（明治39年生）は女学校の代用教員をしていた。
四日市が米軍のB29爆撃機による大空襲に見舞われ、防空壕に逃げ惑う日々の中で生まれた男児に両親は、日本は「必に勝つべし」という願いを込めて「必勝」と名づけた。必勝の上には、兄・治（昭和4年生）と、富士子（大正14年生）、高根（昭和9年生）、妙子（昭和11年生）の3人の姉がいた。
1948年（昭和23年）1月、必勝が2歳半の時に父・和吉が結核で死去し、続いて3歳の誕生日の7月25日に母・たまが亡くなった。幼い必勝は以後、兄と姉に育てられた。20歳上の長姉・富士子はすでに他家に嫁いでいたため、11歳上の次姉・高根と、9歳上の末姉・妙子が母親代りとなり、父親代りの16歳上の兄・治が行商のかたわら学業に励み、市内の南中学校の英語教師となって家計を支えた。
1951年（昭和26年）4月、必勝は四日市市立河原田小学校に入学。友達から「まさかっちゃん」「まかやん」と呼ばれ、成績が優秀で野球選手を夢見る明るい子供だった。しかし5年生になる年、兄・治が結婚したことに伴い、必勝は末姉・妙子と共に、群馬県渋川市の子宝の無い伯母（父の姉）・森もとの家へ預けられることになり、5年生の1学期に転校した。
ところが、夫婦共働きの伯母は生活が「きつい」と治に訴え、必勝は再び3学期から実家に戻った。しかしその時、最も慕っていた母代りの次姉・高根が富洲原町に嫁いでしまっていた。まだ甘えたい盛りの必勝はこのことに、かなり動揺していた様子だったという。
1958年（昭和33年）、河原田小学校を卒業した必勝はカトリック系の男子校海星中学校に入学した。入学と同時に、兄夫婦のいる母屋から、離れの家屋に起居することになった。やがてその離れに、夫と死別した伯母・森もとと同居するようになり、必勝の母代りとなった。
中学時代は、英語弁論大会で入賞し、詩を書いてみたり、小説を読んだりした。また、成長と共に社会に目を向けるようになるが、この当時はまだ右翼的でなく、中学3年の10月12日の日記には、〈今日、僕が政治家で一番好きであったところの社会党の浅沼（稲次郎）委員長が、17歳の山口二矢という暴漢に刺殺された。本当に可哀想だ〉という記述が見られる。
しかし、すでに憂国的な義憤（政治的な立ち位置としての「右」や「左」を問わず）、郷土愛や政治的な志が垣間見られる。
1960年（昭和35年）、森田家のすぐ近所に、上田一家が引っ越してきた。必勝は、上田家の長男で3歳年下の茂と親しくなり、一家の団欒に加わることが多くなった。茂の姉・牧子は必勝と同い年で、必勝は次第に牧子に恋心を抱くようになる。

### 高校時代
1961年（昭和36年）、付属の海星高校へ進学。最初は弁論部、次に卓球部、柔道部に所属した。夏休みには友人3人と、琵琶湖、京都、姫路城、岡山、広島、九州まで自転車で旅行することもあった。
高校1年の日記には、〈おれの心は傷ついた野獣〉、〈人間って何とつまらない動物だろう。わずか六十年の間にいろんな苦しみ悲しみ、喜びをし、黙々と生きているだけだ〉といった文章も見られ、翌年1月には、〈人生のはかなさ、うつりかわりというものをつくづく感じる。今なにかしら、苦しい。おれの心を本当に判ってくれるのが、この世の中に何人いるだろうか？　一人もいないのでは、ないだろうか？〉など孤独感を綴った。
高校2年になると、必勝は生徒会長に立候補し、2年間会長を務めた。成績も上位で、理数系は不得意であったが常に上位30番以内のA組であった。活発な必勝であったが、時おり、〈死にたくないが、死についてすごくあこがれる。このままポッと死んでしまったところで悲しむ者はいないし、遠いのじゃなくて漠然と憧れる〉という思いや、母恋も感じていた。
他にも、〈おれはこれくらいのことでへこたれはしないが、やはり母がいないのが寂しい〉といった記述も見られ、上田牧子との結婚願望も強かった。
高校2年の夏休みの1962年（昭和37年）7月25日から、必勝は友人3人と北海道まで徒歩とヒッチハイクの野宿の旅を決行した。南中学2年生の上田茂は静岡で、もう1人の友人は東京で脱落したが、森田は1人で足を豆だらけにして北海道まで到達した。
必勝はこの冒険で自信をつけた夏休み後の日記に、〈浮ついたことは極度に避け、立派な人間になりたい。おれには日本、いや世界を背負うという義務がある。それにはしっかり落ち着いて勉強し、どんな苦境にも負けないファイトと、強い精神を学ぼう。（中略）誰からも好かれる立派な人、森田必勝になりたい。（中略）必ずや何かの形でおれが日本をにぎってやる。雑草のようにからみついてやるその基礎をしっかり作ろう〉と記した。
近所の上田家の父・利夫を父親のように慕っていた必勝は、利夫が早稲田実業の夜間部にいた頃の制服姿の写真を見て、自分も早稲田に進みたいと思うようになった。また、富洲原町にいる次姉・高根の家に牧子を連れていき、「あの子と結婚するんや」と姉に言った。
上田家の母・ミチコは、必勝が娘・牧子と結婚したがっていることに気づき、それとなく、「牧子といい友達でいてくれてありがとう」と釘を刺しておいた。次第に必勝は、牧子を諦めるようになり、〈M子とは、良い友達であった、で終ろう。それがようやく判りかけてきた〉と記した。
家族同然のように受け入れられていた上田一家からも、さりげなく一線を画されてしまった必勝は、〈日本一の政治家〉になる夢を現実にすることだけに情熱を傾けていくようになった。建設相河野一郎に憧れていた必勝は高校3年の時に、河野宛に弟子入り志願の手紙を出した（返事はなかった）。
四日市市民ホールに河野一郎が「国づくり」と題する講演会を開いた時にも、学校を早退して玄関で待ち受け握手をしてもらい、〈僕の未来の親父である河野さん〉と日記に綴り、同年11月には弟子入りを直訴するため、神奈川県平塚の河野事務所や河野の弟・河野謙三を訪問した。
しかし、大人っぽく見せようと生やした無精ひげやボサボサの髪を注意され、「政治というものは常に大衆の中に共にあるものだ。だから変ったことをしたらいかん」と諭されて、三重県の政治家の紹介状を持って出直すように助言されて、四日市へ帰宅した。
帰郷後に必勝は自分のがむしゃらな行動を振り返り、〈世の中は厳しいものだ。明日からは無口でいよう。そして一生懸命やろう〉、〈河野氏に関する限りは、はやまったという感じが今になってする〉と反省し、しばらくは勉強に集中する決意をした。

### 浪人時代
1964年（昭和39年）、必勝は高校を優秀な成績で卒業したが、第一志望の早稲田大学政治経済学部の受験や他の明治大学まで不合格となった。4月から名古屋市の予備校に通い始め、2年間の不安で苦しい浪人期間を過ごすことになった必勝は、早稲田大学に入りたい一心であった。
浪人中、必勝は早大での内ゲバに対し、〈全学連がなぐり込みをやる。全く頭に来る。俺も木刀でも持って暴れたい心境だ。でも大学生だったらこういうことは、しないだろう。全くバカな野郎たちだ〉と批判した。女子との交際も自制して、〈頭の中で考えるだけだ。すべて大学生になってからのことだ〉と合格のための勉強に励んだ。
政治的関心については、〈最近の国際情勢を見ていると、頭がおかしくなりはしないかと心配だ。まず第一に頭にくるのは、中国の核実験、しないでもいいものをしやがって全く頭へ来る。バカにつける薬は無しってところだ〉と記し、自分が立派な指導者になる決意をした。
必勝は辛いに浪人中、〈きれいなものが、見たい。本当にきれいなものが――。美しい、素晴らしいものが、女性でもいい、絵でもいい、音楽でもいい、とにかくきれいなものが見たい〉と綴った。また、将来の夢として四日市の市長になって公害をなくすことなどを掲げ、以下のような設計図を描いた。
高校から浪人時代にかけて必勝は、谷崎潤一郎、川端康成、太宰治、石坂洋次郎、島崎藤村、芥川龍之介などの代表作を読書した。谷崎の『春琴抄』では、佐助に共感し〈俺もこの時代でこういう環境に置かれたならやはりこうしていただろう〉とし、川端の『伊豆の踊子』では、〈実にいい。きれいだ〉、〈俺達にはこういう感情が欠けているように思う。（中略）俺も一度こういう旅がして見たい。実に素晴らしいと思う〉と感動を記した。

### 早大入学へ
1966年（昭和41年）3月、必勝は早稲田大学教育学部国語国文学科の受験に合格した。兄・治が入学費用や生活費を出してくれ、上京した必勝は渋谷区西原町3丁目36の下宿住まいを始めた。代々木にはシナリオ専門学校に入学した同郷の友人・塩竹政之がいた。
大学内は全共闘が暴れていたため、5月に延期となった入学式に、必勝は羽織袴に高下駄という応援団長のような姿で出席し、入学記念のアンケートに好きな言葉として、〈我事に於て悔いず〉と答えた。
空手部に入部した森田は、年長者だったこともあり、クラス委員に選出された。この頃、学内で暴れ続ける左翼に対する憎しみが増し、〈授業を受けたい学生がたくさん居るのに、共闘会議は何の権利があってバリケードを築けるのだろう？ ヤツラの方法が僭越に思えてならない。力ずくでもバリケードを除く勇気ある学生はいないのか？ 早稲田精神は死んだのか！〉と憤懣を記した。
5月に必勝は、革マル（反日共系）、民青（日共系）ら左翼が壟断するクラス委員総会の席で、民族派右翼青年の斉藤英俊と出会った。喫茶店「ジュリアン」（大学院生・矢野潤が経営）で2歳年上の斉藤からいろいろ話を聞いた必勝は、〈いい先輩と知り合えて、今日は一日中爽快だ〉と記した。
同年11月、必勝はキャンパスで再会した斉藤に誘われ、左翼に牛耳られた早稲田の正常化を目指す民族派学生組織「日本学生同盟」（日学同）の結成（11月14日）に参加することになった。この同盟参加に、〈俺の血が騒ぎ出した〉必勝は、「本部」と呼ばれる日学同事務所のある新宿区早稲田町36番地の二階建ての家に引っ越すことになった。
日学同には宮崎正弘、持丸博、阿部勉、伊藤好雄も参加し、全国39大学72サークルも集結していた。この頃、彼らは機関紙『日本学生新聞』の創刊に向けて準備していた。必勝も夕方に毎日新聞発送のアルバイトをして生活費を稼ぎながら、『古事記』『日本書紀』を読み、建国記念日の由来を学んでいた。
一方、1967年（昭和42年）1月5日、豊島区にある育誠社という出版社から民族派月刊誌『論争ジャーナル』（編集長は中辻和彦、副編集長は万代潔）が発刊された。中辻と万代は3日に1度の割で作家・三島由紀夫を訪問していた。
同じ平泉澄門人の中辻と付き合いのある持丸博も同じ頃に三島を訪問し、2月に創刊する『日本学生新聞』に寄稿を依頼した。三島は同年4月12日から5月27日まで単身で自衛隊体験入隊し、民兵組織「祖国防衛隊」構想を固めていた（詳細は三島事件#三島由紀夫と自衛隊を参照）。

### 三島由紀夫との出会い
1967年（昭和42年）2月7日に創刊された『日本学生新聞』に三島由紀夫の寄稿文「本当の青年の声を」が掲載され、「明晰な言葉で明澄な日本語で自分の手にしつかりつかんだ思想だけを語つてほしい」と激励した。
3月の春休みに帰省した際、伊勢神宮に参拝した必勝は、そこに掲げられた日の丸を見て、〈あの素晴らしい白地に赤の日の丸、幾何学的にも、世界一美しい旗を、心ある一部の人をのぞいて、多くの日本人はなぜ無関心でいるのでしょう？　もっと、美しいものは美しい、良いものは良いと、何故、人々は素直に受け入れないだろう〉と疑問を抱いた。
同年4月、必勝は斉藤英俊と、防衛問題を研究する「早大国防部」を結成した。日学同の運動にますます挺身し、左翼が正門前に立てた看板を叩き壊したりした空手部の必勝は、武闘に備えて日学同本部に置かれていたベンチプレスで身体を鍛えていた。
この頃、三島が民兵の防衛隊構想を練っていることが日学同に伝わり、必勝は、「世界的に著名な作家が私兵軍団を作るなんてヘミングウェイみたいだね」と言ったという。三島とまだ面識のない必勝は、〈あのキザな三島さんが、それをやるというのは何かチグハグな感じだ〉とも思った。
日学同の運動のため、ビラ作りやビラまき、演説、オルグに明け暮れる毎日を送る必勝は、先輩から教えられた「俺の恋人、誰かと思ふ　神のつくりた日本国」という徳富蘇峰の歌を気に入り、愛吟するようになった。
同年6月19日、六本木の喫茶店「ヴィクトリア」で行われた三島と早大国防部代表との会見で、必勝は初めて三島と顔を会わせた。自衛隊体験入隊を希望していた早大国防部は、その日程と駐屯地先を三島と懇談して決めた。すでに論争ジャーナル組も体験入隊を希望し、三島、日学同、論争ジャーナル組の三者関係が徐々に出来上がった。
その3日後、必勝は専修大学のストで左翼と話し合った時のことを、〈小さなことで言い合い、全くくだらない〉と唾棄し、〈日本人とは何か、いったいいかなるときでも、最上の死に方が出来るのが、日本人なのか〉と記した。
7月2日から1週間、必勝ら早大国防部13名が自衛隊北恵庭駐屯地で体験入隊し、戦車にも試乗した。必勝は、〈それにしても自衛官の中で、大型免許をとるためだとか、転職が有利だとか言っている連中のサラリーマン化現象は何とかならないのか〉と綴り、自衛隊員が〈憲法について多くを語りたがらない〉こと、〈（もし万一、共産党内閣が合法的に成立して自衛隊が共産党政府に従属させられるという）国家の危殆にすら、クーデターを起こす意志を明らかにした隊員が居ないのは残念だった〉ことを挙げた。
10月、反日共系全学連が起こした羽田事件で、中核派の京都大学生の死者が1人出た。必勝はこの日、〈全学連暴れる。一人頭蓋骨骨折で死ぬ。当然のこと、責任ある行為をしようと思えば、死ぬことも悔いずと日頃から思っている俺にとって、彼（山崎博昭）の行為も美しいものだと思ったが、残念ながら彼の死は、彼等の運転する車にひかれたのだから話にならない〉と記した。
11月1日の『日本学生新聞』に掲載された必勝の署名の「日本の核政策をめぐって」という論文では、〈日本以外のどの国をみても「国防」に対する態度が真剣なのである。史上初の敗戦で日本人の感傷は少女趣味に堕していはしまいか。（中略）中立・非同盟政策をとる国々のほとんどが「武装中立」というのが世界の現状である。「非武装中立という考え方は、戦争放棄の平和憲法をもつ日本の生んだ「特殊で珍妙な構想」といえよう〉と日本の核武装論を展開した。
11月3日、必勝は矢野潤、斉藤英俊、宮崎正弘ほか4人と共に明治神宮に参拝し、日学同の同盟旗の入魂式を行ない、11月11日に千駄ヶ谷の野口英世記念館で日学同結成一周年大会を開催した。大会には500人近い学生が参加した。
一方、同年12月、三島は陸上自衛隊調査学校情報教育課長・山本舜勝と知り合い、「祖国防衛隊」構想に弾みがついていった。しかしこの頃、この構想に全面的に賛同する論争ジャーナル組と、その「急進主義的色彩」に難色を示す日学同（斉藤英俊、宮崎正弘）との間に亀裂が生じ出し、持丸博、伊藤好雄、宮沢徹甫、阿部勉らが日学同を除籍となって、論争ジャーナル組に完全に合流した。
その時点では、必勝はまだ日学同に留まり、翌1968年（昭和43年）1月の佐世保エンタープライズ寄港阻止闘争の現地に行った矢野や宮崎と深夜まで人生論を交わすこともあった。
この頃、日学同の本部が立ち退きのため、新宿区戸塚町1丁目194番地に移転となり、マンション「早稲田ハウス」3階に引っ越した。必勝はこの「早稲田ハウス」や、持丸博の下宿に寝泊まりし、自分の下宿を持たない日々を送っていた。
1968年（昭和43年）3月1日から1か月、持丸博を学生長とする論争ジャーナル組が、三島と陸上自衛隊富士学校滝ヶ原駐屯地へ自衛隊体験入隊することになった。直前のハプニングで5人が参加できなくなり、持丸は日学同の矢野潤に代員の応援を求めた。この期間に三島との絆を強めるのと同時に日学同との誤解も解きたい持丸のその要請に応じて、必勝が1週間遅れで入隊した。
必勝は、春休み帰省中に鈴鹿スキー場で右足を骨折して治療中だったが、駐屯地到着翌日の真夜中3時の非常呼集訓練（御殿場駅まで坂道を往復6キロ走）に、足を引きずりながら懸命に頑張った。そんな必勝の姿に三島は感心し注目した。
体験入隊終了後、主任教官や隊員たちと〈男の涙〉を分かち合い、感動した必勝ら学生一行は、貸し切りバスで大田区南馬込の三島邸に向い、慰労会で中華料理とビールの夕食に招かれた。
必勝はその時の礼状に、「先生のためには、いつでも自分は命を捨てます」と速達で書き送った。それに対し三島は、「どんな美辞麗句をならべた礼状よりも、あのひとことには参った」と必勝に告げたという。

### 日学同と「楯の会」の間で
1968年（昭和43年）4月、早大3年生となった必勝は早大国防部の部長に選出され、多忙となった。同年5月3日から5日に、民族派学生組織初の理論合宿「学生文化フォーラム」が八王子の大学セミナーハウスで行われた。この合宿は約70人が集まり、林房雄、三島由紀夫、村松剛のシンポジウムも開かれた。
必勝はこの合宿での幹部自己紹介で、「ぼくは、国のために死にたいと思います」と言い、一同の度肝を抜いた。この合宿で必勝と親しくなった小川正洋（明治学院大学法学部2年）は、三島が「右翼は理論ではなく心情だ」と発言したことに感動した。
同年6月15日、「全日本学生国防会議」が結成され、必勝が初代議長に就任した。必勝が議長になると日学同から伝え聞いた三島は祝辞を快諾し、市ヶ谷の私学会館での結成大会で万歳三唱した。閉会後に行われたデモ行進（靖国神社から麻布狸穴町のソ連大使館まで）でも、三島はわざわざタクシーで随伴して、窓から必勝に笑顔で手を振って激励して帰っていった。翌日の6月16日には、一橋大学小平キャンパスで行なわれた三島のティーチ・イン（「国家革新の原理――学生とのティーチ・イン」）を見に行き、昨日のお礼を三島に述べた。
同年6月23日、必勝は早大国防部メンバーと逗子海岸に海水浴に行った。沖合の小島まで6キロ泳いだ休憩の時、田中健一（亜細亜大学法学部）が、「ノサップから貝殻島まで、あれぐらいの距離だろうな」と言ったことから、8月上旬の北方領土視察と返還運動の際に、貝殻島までの3.7キロを泳いで上陸し日章旗を立てる決死の作戦を必勝は考えた。
遠泳作戦の志願者は必勝と遠藤秀明（早大商学部1年）の2人だけだった。結局、水温の低さで決行は無理となり、地元の漁船を盗んで渡っていく作戦も挫折し失敗してしまったが、必勝は水晶島に駐在するソ連の監視船に銃殺されるか、あるいは拿捕され長期抑留になるのを覚悟で臨み、「どうせ国に捧げた命だ。少しでも祖国の歴史の先覚的役割を担いたい」と別れの盃を仲間たちと交わした。
同年8月15日、必勝は靖国神社を参拝し、「靖国法完徹全国大会」に学生代表として出席した。8月20日には、ソ連によるチェコスロバキア進攻（チェコ事件）に抗議するため、ソ連大使館前で座り込みをし、北方領土返還を訴えた。
同年9月以降、日学同と論争ジャーナル組との橋渡し役であった必勝は、次第に銀座の論争ジャーナル事務所の方に頻繁に出かけるようになった。10月3日の都庁前の日学同の集会（護憲条例案を出した日本社会党への抗議）の時も午前中で退出し、早大「尚史会」（元・日本文化研究会）主宰のティーチ・インに顔を出し、三島の講演を聞きに行った。「尚史会」は日学同を除籍された持丸博、伊藤好雄、阿部勉らのグループであった。
一方この頃、三島の「祖国防衛隊」構想に、民間企業団体（経団連）の支援協力が得られないこととなり、防衛隊の名称を「楯の会」と変え、結成式が10月5日に虎ノ門の国立教育会館で開かれた。この結成式には、三島と初代学生長・持丸博、中核会員約50名が参列し、日学同からの特使の必勝、山本之聞ら5名も制服を支給され参加した。
同年10月21日、三島と必勝ら楯の会会員、山本舜勝1佐と陸上自衛隊調査学校の学生らは、国際反戦デーの左翼デモ（新宿騒乱）の状況を把握するため、デモ隊の中に潜入し組織リーダーが誰かなどを調査した。三島は、これからの左翼デモにおける自衛隊の治安出動の可能性と、その援護、魁となる斬り込み隊となる楯の会の今後の行動計画、憲法改正・自衛隊国軍化への期待を膨らませた。
同年11月、日学同中央執行委員を兼任した必勝の論文「民族運動の起爆剤を志向」が収録された『日本及日本人』が刊行され、その論文が読売新聞の大島康正の論壇時評で紹介された。無邪気に喜んだ必勝はこの記事のコピーを三島に送り、12月7日に予定されている日学同結成2周年大会の記念講演を三島宅に依頼に行った。
同年12月7日に九段の千代田公会堂で日学同結成2周年大会が開かれた。散会の後、日学同のメンバーは高田馬場の飲み会へ流れていったが、必勝と、その親しい仲間の田中健一、小川正洋、野田隆史（麻布獣医科大学3年）、鶴見友昭（早大1年）、西尾俊一（国士舘大学1年）らは1時間で退席し、三島と合流していった。
必勝は、楯の会の活動に重点を置くようになり、12月21日、山本舜勝1佐が楯の会の指導員としてゲリラ戦の講義をした際、休憩中に、「日本でいちばん悪い奴は誰でしょう？　誰を殺せば日本のためにもっともいいのでしょうか？」と山本1佐に訊ねたという。山本1佐は、「死ぬ覚悟がなければ人は殺せない。私にはまだ真の敵が見えていない」と答えた。

### 「楯の会」学生長へ
1969年（昭和44年）2月1日、必勝は論争ジャーナル組に完全に傾き、小川正洋、野田隆史、田中健一、鶴見友昭、西尾俊一の5人と共に日学同を正式に脱退した。日学同は追随者を増やさないために彼らを名目上、除籍処分とした。
必勝は日学同を脱退後、田中健一の下宿先である新宿区十二社（西新宿4丁目）にあるアパート小林荘8号室に住み、他の脱退メンバーも頻繁に泊まりに来るようになった。6人は「十二社グループ」と呼ばれ、テロルも辞さない一匹狼の集団であった。
田中健一は30万円もする高価な脇差を買ってきて、必勝と共に切腹の練習をした。この頃、「お前は切腹できるか」と必勝から問われた者もいるという。田中は稽古中に実際に脇差の先を腹に押し当ててしまい、傷痕はのちにも残ってしまった。
同年2月15日に発刊された楯の会機関誌『楯』の創刊号には、「永遠の恋人」と題した必勝の一文が掲載された。この〈恋人〉とは、必勝が愛吟していた徳富蘇峰の歌にある「神のつくりた日本国」のことである。
同年2月19日、山本舜勝1佐の指導の下、板橋区の松月院で合宿し、楯の会の特別訓練が23日まで行われた。同年4月、必勝は楯の会の活動とは別に、「十二社グループ」のメンバーと政治結社「祖国防衛隊」（三島の祖国防衛隊と同名）を結成し、隊長となった（副隊長は小川正洋）。必勝の縁者の倉田賢司（立命館大学1年）も加えて7人となった。
同年3月1日から、三島が引率する第3回の自衛隊体験入隊が陸上自衛隊富士学校滝ヶ原駐屯地で29日まで行われ、この回で必勝の仲間の鶴見友昭、小川正洋、田中健一が参加して楯の会会員となった。9日から15日には、体験入隊経験者を対象とする上級のリフレッシャーコースが行われ、これに必勝も引率者として参加し、中核体は精鋭されていった。
この回の体験入隊を取材したロンドンの『ザ・タイムズ』記者のヘンリー・スコット＝ストークスからインタビューを受けた必勝は、「なぜ楯の会に入ったのか」という質問に、「三島に随いていこうと思った。……三島は天皇とつながっているから」と答えた。
同年5月頃から、三島の指示により楯の会の7、8名が居合を習い始め、9名に日本刀が渡され、持丸博、倉持清、小川正洋、小賀正義らと並んで、必勝もその「決死隊」メンバーの中にいた。
同年5月13日、三島が東大教養学部教室で開催された全共闘との討論会に出席した。この際、警視庁から警護の申し出があったが三島はそれを断わり、楯の会会員の同行者もいらないと1人で赴いたが、持丸博ら10人は、三島には内緒で会場の中に潜伏し、前から2列目に並んだ。護衛には必勝もいた。
同年6月下旬、三島と山本1佐と5名の自衛官が山の上ホテルで会食。皇居死守の具体的な計画や総理大臣官邸での演習計画について話し、三島が「すでに決死隊を作っている」と決断を迫るが、山本1佐は「まず白兵戦の訓練をして、その日に備えるべきだ。それも自ら突入するのではなく、暴徒乱入を阻止するために」と制し賛同が得られずに終わった。7月に山本1佐は陸上自衛隊調査学校副校長に昇格し、次第に楯の会の指導協力に時間を割かなくなっていった。
同年7月26日から8月23日まで、三島が引率する第4回の体験入隊が陸上自衛隊富士学校滝ヶ原駐屯地で行われた。必勝の仲間の野田隆史、西尾俊一、倉田賢司も参加し、楯の会会員となった。この頃から、楯の会の主要古参会員の中辻和彦、万代潔らと三島との間の齟齬が表面化し、中辻が、論争ジャーナルの資金源を田中清玄に求めたことが決定的な亀裂となり、中辻、万代ら数名が8月下旬に楯の会を退会した。
さらに、中辻と親しい持丸博も、どちらの側に付くか迷ったあげく、論争ジャーナルの編集と楯の会の活動の両方を辞めることに決め、楯の会を去ることになった。三島は、「楯の会の仕事に専念してくれれば生活を保証する」と何度も説得して引き留めたが、持丸はそれを辞退した。
10月12日、楯の会の10月例会で持丸博（初代学生長）が正式に退会となり、それに伴い、必勝が楯の会の第二代学生長に就任した。論争ジャーナル編集部内にあった楯の会事務所も、十二社の必勝の下宿先の住所となった。持丸の後を引き継ぎ、新人の面接も担当する必勝は、学生長としての月々の活動費10万円を三島から支給されるようになった。
楯の会の会員同士や外部との事務連絡のため、渋谷の西武百貨店A館8階にあったフォーンセクレタリーサービスの会社に電話秘書業務を委託し、必勝は毎日昼頃と夕方にそこに電話を入れて、受信伝言内容を確認するのが日課であった。
同年10月21日、三島と必勝ら楯の会会員は、昨年と同様に、国際反戦デーの左翼デモの状況を視察するが、左翼は機動隊に簡単に鎮圧され、もはや楯の会の出る幕もなく、自衛隊の治安出動に乗じた憲法改正、自衛隊国軍化への道がないことを認識した。
同年10月31日、三島宅で行われた楯の会の班長会議で、10・21が不発に終わったことで今後の計画をどうするかが討議された。必勝は、「楯の会と自衛隊で国会を包囲し、憲法改正を発議させたらどうだろうか」と提案したが、武器の調達の問題や、国会会期中などで実行は困難と三島は返答した。
同年11月3日の15時から、国立劇場屋上で、陸上自衛隊富士学校前校長・碇井準三元陸将を観閲者に迎えて、楯の会結成一周年パレードが行われた。白地に兜を赤く染めた隊旗を小川正洋が掲げ、学生長の必勝が先頭になって行進した。この日に三島が発表した評論に、必勝との問答と思われるものがある。
同年11月16日、新左翼による佐藤首相訪米阻止闘争が行われたが、再び機動隊に簡単に鎮圧され自衛隊の治安出動は完全に絶望的となった。同年12月22日、三島と必勝ら楯の会は、陸上自衛隊習志野駐屯地で、空挺団の落下傘降下の予備訓練を行なうが、楯の会「決死隊」メンバーと、山本舜勝1佐ら自衛官合同とのクーデター計画は、山本1佐が二の足を踏み続けて実行不可能となっていた。

### 決起に向けて
1970年（昭和45年）の正月休みの頃、三重県四日市市に帰省した必勝は、大学を留年したいと兄・治に申し出た。治は、「君の人生だから勉強することがあるならそれでもいいが、もう二浪しているんだよ。留年後は自分で稼ぎなさい」と言った。
幼馴染で初恋の上田牧子は、必勝が大学卒業後にどうするか決めずに留年すると聞き、「学生の身分でなければ（楯の会の）学生長ができないの？」と訊ねたが、必勝は「そうでもないんだけど」と曖昧に言葉を濁したという。
東京に戻った必勝は1月31日に、前月に西武百貨店内の事務所で初めて対面したフォーンセクレタリーサービスの連絡事務員の柴田由美子を初デートに誘い、以後彼女と交際するようになった。2人のデートは、森田が彼女のアパートを訊ねることもあって、森田の友人も一緒に彼女の部屋で食事をするなど、森田の仲間の「十二社グループ」の友人たちも2人の交際を知っていた。
同年3月1日から28日まで、第5回の体験入隊が陸上自衛隊富士学校滝ヶ原駐屯地で行われ、必勝も学生長として三島と共に学生を引率した。この3月頃から、必勝は三島と決起計画を話し合うようになるが、まだ具体策はなかった。
春休みに必勝は、福井県に帰省している田中健一の実家を訪ねた。しかしその時に健一は不在で、父親が応対に出た。田中の父は何かを感じ、「うちの息子を危険な目に遭わさんといてくれ、一人息子やから」と必勝の手を握って頼んだ。
必勝は落胆した様子で、田中の父親が楯の会の活動を危険視していたというニュアンスで、野田隆史に語ったという。この頃、必勝は、三島との行動を共にする同志を誰にするか、考えていたのではないかと推定されている。
同年4月3日、三島は帝国ホテルのコーヒーショップで小賀正義と会い、最後まで行動を共にする意志があるかを訊ね、小賀は承諾した。4月10日には、自宅に招いた小川正洋にも、「最終行動」に参加する意志があるかどうか三島は打診し、小賀同様に小川も沈思黙考の末に承諾した。
同年4月下旬に三島は、少年時代の感情教育の師であった蓮田善明の伝記が綴られた本（小高根二郎著）を山本舜勝1佐に献呈した。5月中旬、三島宅に必勝、小賀、小川の3名が集まった。山本1佐にまだ一縷の望みを持っていた彼らは、楯の会と自衛隊が共に武装蜂起して国会に入り、憲法改正を訴えるという「最良の方法」を討議するが、具体的な方法はまだ模索中であった。
この頃から必勝の目は険しくなり、いつものように小賀正義と並んで「ぼくは必勝、かれは正義」とおどける愛嬌を見せなくなった。下宿の小林荘の廊下のピンク電話で、故郷の兄・治と口論し、「おれはおれの信念でやってんのや」と怒っている風景も見られた。同年6月2日から4日まで、陸上自衛隊富士学校滝ヶ原駐屯地で、上級者会員のリフレッシャーコースが行なわれた。
同年6月13日、必勝は三島、小賀、小川とホテルオークラ821号室に集合した。これまで接触してきた自衛隊将校らにはもう期待できないことを悟り、自分たちだけで実行する具体的な計画を練った。
自衛隊の弾薬庫を占拠して武器を確保し爆破すると脅す、あるいは東部方面総監を拘束するかして自衛隊員を集結させて、国会占拠・憲法改正を議決させる計画を三島が提案した。討議の結果、東部方面総監を拘束する方法を取ることにし、楯の会2周年記念パレードに総監を招いて、その際に拘束する案などが検討された。
同年6月21日、必勝ら4人は山の上ホテル206号室に集合した。三島から、市ヶ谷駐屯地内のヘリポートを楯の会の体育訓練場所として借用できる許可を得ることに成功した旨の報告がなされ、総監室がヘリポートから遠いため、拘束相手を32連隊長・宮田朋幸1佐に変更することが提案され、全員が賛同した。
同年7月5日、必勝ら4人は、山の上ホテル207号室に集合し、決行日を11月の楯の会例会日にすることに決めた。例会後のヘリポートでの訓練中に、三島が小賀の運転する車に武器の日本刀を積んで32連隊長室に赴き、宮田連隊長を監禁する手順を決定した。7月11日、小賀は三島から渡された現金20万円で中古の41年式白塗りトヨタ・コロナを購入した。
7月下旬、必勝ら4人は、ホテルニューオータニのプールで、決起を共にする楯の会メンバーをもう1人増やすことにし、誰にするか相談した。この夏、必勝ら3人は三島からそれぞれに8万円を渡され、北海道旅行をした。
この夏、四日市市にも帰省した必勝は、「なにかする時、茂は命を懸けてできるのか」と日頃から訊ねていた弟分の上田茂に、「おれがなんかすれば、すぐわかる。もう死ぬしかないと思っとる」と言い、「三島由紀夫に会って自分の考え方が理論化できた。だから三島をひとりで死なせるわけにはいかん」とも言った。
次の日に東京に戻るという夕方、必勝は小学生の甥・裕司と一緒に上田家を訪問した。いつもなら一家の夕食の団欒に加わる必勝であったが、この時は誘われても固辞して、「なあ、裕司、食べてきたんだよなあ」「つぎに帰ってきた時にね」と帰っていった。必勝はさりげなく、最後に牧子の顔を見に来たのだった。また、この夏にも、福井県に帰省している田中健一を訪ねたという。
同年8月28日、再びホテルニューオータニのプールに集まった必勝ら4人は、古賀浩靖（2期生、神奈川大学法学部既卒）を仲間に加えることを決定した。9月1日、「憲法改正草案研究会」の帰り、必勝と小賀は西新宿3丁目の深夜スナック「パークサイド」に古賀を誘い、「最終計画」を説明して賛同を得た。
同年9月10日から12日まで、陸上自衛隊富士学校滝ヶ原駐屯地で、上級者のリフレッシャーコースが行われた。9月15日、必勝、三島、小賀、小川、古賀の5人は、千葉県野田市の興風館で行われた戸隠流忍法演武会（忍者大会）を見物し、帰途に墨田区両国 1丁目10-2のイノシシ料理店「ももんじ屋」で会食して同志的結束を固めた。
同年10月2日、必勝ら5人は、銀座2丁目の中華料理店「第一楼」に集合した。11月の例会を午前11時に開き、例会後の市ヶ谷駐屯地のヘリポートでの通常訓練を開始後、三島と小賀が葬儀参列を理由に退席して、日本刀を車に搬入する手筈で32連隊長を拘束するという具体的手順を決定した。その際、信頼できる記者2名を32連隊隊舎前の車中で待たせることも同時に決定した。
同年10月19日、必勝ら5人は10月例会の後、千代田区麹町の東条会館で、楯の会の制服を着用して記念撮影を行なった。この頃、必勝は同じ「十二社グループ」で楯の会会員の野田隆史、鶴見友昭に、「ここまできて三島がなにもやらなかったら、おれが三島を殺る」と言っていたという。
同年10月23日、楯の会は都内の火葬場や給電指令所で演習を行なった。三島は、この演習前に市ヶ谷私学会館に集合した会員の前で、黒板に「coup d'État（クーデター）」と無言で書き、都市機能をマヒさせるための具体的な場所を示した。会員たちは、いよいよ全員でのクーデターが始まるのだと思ったという。この日の夜、三島は1人で山本1佐宅を訪ねた。
この頃、早稲田の路上で偶然、必勝と鉢合わせした日学同の斉藤英俊は、必勝の顔がいつもの天真爛漫な表情ではなく、納沙布岬から北方領土の貝殻島まで決死の覚悟で泳いで渡ろうとした時のような「思いつめた表情」だったと回想している。10月31日、交際中の柴田由美子は必勝から、「俺より君にふさわしい人が居ると思う。そいつを見つけて幸せになってくれ」と別れを告げられたという。

### 昭和45年11月
1970年（昭和45年）11月3日、必勝ら5人は六本木4丁目のサウナ「ミスティー」に集合し、檄文と要求項目の原案を検討した。この時、三島は全員が自決するという計画を止めさせ、小賀、小川、古賀の3名に生き残ることを命じ、「連隊長を護衛し、連隊長を自決させないように連れて行く任務も誰かがやらなければならない。その任務を古賀、小賀、小川の3人に頼む。森田は介錯をさっぱりとやってくれ、余り苦しませるな」と言った。
必勝は、「俺たちは、生きているにせよ死んで行くにしろ一緒なんだ、またどこかで会えるのだから」、「（われわれは一心同体だから）あの世で魂はひとつになるんだ」と言った。三島は必勝にも前日に、「森田、お前は生きろ。お前は恋人がいるそうじゃないか」と自決を止めるように説得していた。
しかし必勝は、「親とも思っている三島先生が死ぬときに、自分だけが生き残るわけにはいきません。先生の死への旅路に、是非私をお供させて下さい」と押し切り。その後に小賀ら3人も、「一緒に生きて先生の精神を継ごう」と説得し、三島も必勝が思い直すことを期待したが、必勝の決意は固く揺るがなかった。
11月4日から6日まで、三島と楯の会は陸上自衛隊富士学校滝ヶ原駐屯地で、上級者のリフレッシャーコースを行なった。この回は鉄道爆破の訓練をした。訓練終了後、必勝ら5人は、御殿場市内の御殿場館別館で開かれた慰労会で、他の会員や自衛隊員らと密かに別離を惜しんだ。必勝は小学唱歌「花」を歌った。
11月10日、必勝と小賀、小川、古賀の4人は、菊地勝夫1等陸尉との面会を口実に、市ヶ谷駐屯地に入り、32連隊隊舎前を下見して駐車場所を確認した。11月12日、必勝、小川、小賀の3人は、東武百貨店で開催された「三島由紀夫展」を見学した。その夜、スナック「パークサイド」で、必勝は小川に自分の介錯を依頼した。
この頃、「十二社グループ」の野田隆史は小林荘に泊まりに来て、別れ際にいつものように必勝を小便横丁の焼き鳥屋に誘うが、この時必勝は、「勘弁してくれ」と頭を振って断わるばかりであったという。野田を決起の同志に選ばなかったことを、必勝は心苦しく思っていたのかもしれないと推察されている。
11月14日、必勝ら5人は、サウナ「ミスティー」に集合した。32連隊隊舎前で待機させる記者2名をNHK記者・伊達宗克とサンデー毎日記者・徳岡孝夫にし、檄文と記念写真を決起当日に渡す主旨の説明が三島からなされ、5人で檄文の原案を検討した。
11月19日、必勝ら5人は、伊勢丹会館後楽園サウナ休憩室に集合し、32連隊長を拘束した後の自衛隊の集合までの時間や、三島の演説などの時間配分を打ち合わせした。必勝が「要求が通らない場合は連隊長を殺しても良いか」と訊ねると、「無傷で返さなければならない」と三島は答えた。その後、スナック「パークサイド」で、必勝は、「俺の介錯をしてくれるのは最大の友情だよ」と古賀に言った。
この頃、必勝は初代学生長の持丸博に電話し、「鮨でもおごらせてくれませんか」と誘った。すでに会社勤めをしていた持丸は、「お前におごってもらうわけにはいかないよ」と言ったが、高田馬場で会うことにし、一緒に鮨を食べた。以前と変わらず必勝はビールを飲みながら冗談を言い、女性の話や楯の会の話など無邪気に雑談したという。
11月21日、決行当日の11月25日に32連隊長の在室の有無を確認するため、三島の著書を届けることを口実に必勝が市ヶ谷駐屯地に赴くと、当日に宮田朋幸32連隊長が不在であることが判明した。必勝ら5人は、中華「第一楼」に集合し、協議の結果、拘束相手を東部方面総監に変更することに決定した。三島はすぐに益田兼利東部方面総監に電話を入れ、11月25日午前11時に面会約束をとりつけた。
同日と翌11月22日、必勝ら4人は三島から4千円を受け取り、新宿ステーションビルなどで、ロープ、バリケード構築の際に使う針金、ペンチ、垂れ幕用のキャラコ布、気つけ用のブランデー、水筒などを購入した。夜、必勝は、小賀が運転する車で横浜市内をドライブ中、「三島の介錯ができない時は頼む」と小賀に言った。
11月23日、必勝ら5人は、パレスホテル519号室に集合し、垂れ幕、檄文、鉢巻、辞世の句などを準備し、一連の行動の予行演習を行なった。三島がキャラコの布地に要求書を墨書する時に、22日・23日付の読売、産経、東京新聞と、24日付の夕刊フジが下敷きに用いられた。三島は「七生報国」（七たび生まれ変わっても、朝敵を滅ぼし、国に報いるの意）と書いた日の丸の鉢巻を、必勝ら4人に配布した。
翌11月24日も、必勝ら5人はパレスホテルに集合し、再度の予行演習をし、前日と合わせ合計約8回練習を行なった。必勝は三島に、「頸動脈はどこにあるのですか」と質問し、三島は首の横を押してみせて教え、「ちゃんとうまくやれよ、串刺しにするなよ」と言った。
予行演習を終えた同日の昼14時頃、三島は徳岡孝夫と伊達宗克に、「明日午前11時に腕章とカメラを持ってくること、明日午前10時にまた連絡する」という主旨の電話をし、15時頃には、新潮社の担当編集者・小島喜久江に明日朝10時30分に小説原稿を自宅に取りに来るように電話を入れた。
その時間帯、必勝は1人で密かに故郷の四日市市に赴いていたとみられ、父母の墓参りをし、床屋に散髪に来ていたという目撃談がある。事件後に警視庁が調べた必勝の遺品の中に、24日付の三重県版の中日新聞があった。
東京にとんぼがえりした必勝は、夕方16時頃から三島ら4人と共に、新橋2丁目の料亭「末げん」の奥の間（五番八畳）で鳥鍋料理の「わ」のコースとビールで別れの会食をした。必勝ら学生は背筋をすっと伸ばして正座していたという。
食事中は明日の決起のことは話さず、映画女優や俳優の話などの雑談をした。三島は、「いよいよとなるともっとセンチメンタルになると思っていたがなんともない。結局センチメンタルになるのは我々を見た第三者なんだろうな」と言った。
20時頃に5人は店を出て、小賀の運転する車で帰宅の途についた。車中三島は、「総監は立派な人だから申し訳ないが目の前で自決すれば判ってもらえるだろう」と言った。また、もしも総監室に入る前に自衛隊員らに察知され捕まった場合は、5人全員で舌を噛んで死ぬしかないとも話した。
三島は大田区南馬込の自宅に帰宅し、小川と古賀は、小賀の戸塚の下宿に宿泊した。3人は介錯のことを話し合い、小川は、必勝の介錯ができない場合の代わりを剣道経験豊富な小賀に依頼した。しかし3人の間では、介錯は予定者が実行できない時には、三島、必勝を問わずに、残りの誰かが介錯すると決めていた。
必勝は西新宿4丁目の小林荘8号室の下宿に帰宅後、同居する田中健一を誘って、近くの食堂「三枝」に行って23時頃まで酒を飲んだ。必勝はその時に、三島から託された赤インクのメモと封筒2通を取り出し、「明日の市ヶ谷会館の例会には、先生もおれも出られない。ふたり（徳岡孝夫と伊達宗克）が来たら、これを渡してくれ」と田中に預けた。田中は黙って封筒を受け取り、必勝と下宿に戻った。
11月25日、午前7時に小林荘の廊下のピンク電話が鳴り、必勝は起床した。前もって必勝は古賀に「起こしてくれ」と依頼していた。田中は必勝よりも遅く起床した。いつもは制服の下はパンツ姿の必勝が、白い褌を締め始めていた。田中は背後に回って、褌の結び目をしっかりと直してやった。
秋晴れの朝の9時頃、必勝は新宿西口公園付近の西口ランプ入口で、コロナでやって来た小賀ら3人と合流し、車に同乗して三島邸に向った。一行は荏原ランプを出て、三島邸近くの第二京浜国道を曲がったあたりのガソリンスタンドに立ち寄って洗車した。その間に4人は故郷の家族への別れの手紙を投函した。
小賀の運転するコロナに同乗した一行が10時13分頃に三島邸に到着した。小賀は玄関に三島を出迎えに行き、自分と小川、古賀のそれぞれ宛ての封筒入りの「命令書」と現金3万円ずつを手渡され、車中で読むように命じられた。
軍刀仕様にした日本刀・関孫六と革製アタッシュケースを提げた三島が助手席に乗り込み、「命令書を読んだな、おれの命令は絶対だぞ」、「あと3時間ぐらいで死ぬなんて考えられんな」などと言い、一行を乗せたコロナは陸上自衛隊市ヶ谷駐屯地へ向かった。
10時40分頃、コロナは飯倉ランプで高速を降り、神宮外苑前に出たが、まだ時間が早かったため外苑を2周した。この時、三島は、「これがヤクザ映画なら、ここで義理と人情の“唐獅子牡丹”といった音楽がかかるのだが、おれたちは意外に明るいなあ」と言った。
古賀は、「私たちに辛い気持や不安を起させないためだったのだろうか。まず先生が歌いはじめ、4人も合唱した。歌ったあと、なにかじーんとくるものがあった」と供述している。やがてコロナは四谷見附の交差点を直進し、靖国通りを突っ切り、陸上自衛隊市ヶ谷駐屯地の正門を入っていった（詳細は三島事件#経緯を参照）。
必勝と三島ら5人は益田兼利東部方面総監を人質にとり、幕僚らと乱闘の末、予定時刻より30分遅れて、正面玄関前に自衛官らを集合させた。必勝は隊長・三島の指示で、益田総監の前で、要求書を読み聞かせ、11時55分頃、小川と共に総監室前バルコニーから檄文を撒布し、要求項目の書かれた垂れ幕を垂らした。
正午、バルコニーから演説する三島の右背後に、必勝は仁王立ちし、険しい表情で正面を凝視していた。日光の眩しさに眉根を寄せて両目を細め、唇を「ヘ」の字に結んだ必勝の顔は、ふだんの人懐っこい面影はなく、凄まじい形相となった。
12時10分頃、必勝は、演説を終えた三島と共に、〈天皇陛下万歳！〉を三唱し、総監室に戻った。三島は切腹する前、必勝に「君はやめろ」と三言ばかり殉死を思いとどまらせようとした。三島の左後方に立った必勝は、尊敬する師へのためらいがあったのか、三島の頸部に二太刀を振り降ろしたが切断が半ばまでとなり、三島は静かに前の方に傾いた。
まだ三島が生きているのを見た小賀と古賀が、「森田さんもう一太刀」「とどめを」と声をかけ、森田は三太刀目を振り降ろした。介錯がうまくいかなかった森田は、「浩ちゃん頼む」と刀を渡し、古賀が一太刀振るって頸部の皮一枚残すという古式に則って切断した。
三島の遺体と隣り合う位置に正座した必勝は、切腹しながら、「まだまだ」「よし」と合図し、それを受けて、古賀が一太刀で介錯した。その後、小賀、小川、古賀の3人は、三島と必勝の両遺体を仰向けに直して制服をかけ、両人の首を並べた。
3人は総監の拘束を全て外し、三島と必勝の首の前で合掌した。黙って涙をこぼす3人を見た総監は、「もっと思いきり泣け…」と言い、「自分にも冥福を祈らせてくれ」と正座して瞑目合掌した。
12時20分過ぎ、小賀ら3人は総監と共に総監室正面入口から廊下に出て来て、その場で牛込警察署員に現行犯逮捕された。12時23分、総監室内に入った署長が2人の死亡を確認した。
必勝は享年25。自分の名を、「まさかつ」でなく、「ひっしょう」と呼ぶことを好んだという。
必勝が遺した辞世の句は、
と綴られていた。決起の数日前の夜、東京は〈野分〉（台風）に見舞われたという。〈今日にかけて〉の〈かけて〉は、「賭けて」と「懸けて」に二通りの意味を持ち、どちらも「命懸け」という点で相通じている。結句の〈かは〉は反語の意味合いもあるとされ、〈我が胸の思ひ〉を〈野分〉以外にも解ってくれる人もいるだろう、という意味にも解釈もできるとされる。
三島が古賀ら3人に渡した「命令書」の中には、必勝についての以下のような遺言があった。

### 必勝自決の衝撃

#### 友人会員など
必勝から封書2通を託されていた田中健一（3期生）は、三島のメモの指示通りに「11時」という時刻を厳守して、楯の会11月例会が予定されていた市ヶ谷会館の玄関受付のところで徳岡孝夫にそれを渡した。
パトカーのサイレンが周囲で騒がしくなる中、代表の者に取り次いでほしいと会館にかかってきた電話で、三島の行動を知った田中は、隣室にいた約30名の会員を作業服に着替えさせた。2隊に分かれて突っ込もうかという話を西尾俊一（4期生）と相談し、一旦部屋から出ていった2人はまもなく戻ると、「先生の指示があるまでしばらく待機せよ」と会員らに命じた。この時、市ヶ谷会館は警察に包囲されていた。
三島と必勝が割腹自決したニュースを詳しく知った11時45分頃、田中は全員を制服に着替えさせ、会館の玄関前に整列させた。その時田中は、あとの指揮を鶴見友昭（3期生）に任せ、特殊警棒を振り回しながら警官隊を突破しようとした。西尾と今井丈美（千葉経済大学、5期生）もそれに続き、3人は公務執行妨害で逮捕された。残った会員たちは任意同行を求められ、整列して「君が代」を斉唱した後、「天皇陛下万歳」を三唱し、四谷署に連れて行かれた。
必勝と同じ「十二社グループ」、政治結社「祖国防衛隊」のメンバーは、いつでも必勝と一緒に死ぬ覚悟ができていたため、「置いてゆかれた」という取り残された思いが強かった。野田隆史（4期生）は、夢に出てくる必勝の姿に悩まされたという。
早大国防部で必勝と共に、納沙布岬から貝殻島まで泳いで渡ろうとした後輩の遠藤秀明は、西ドイツのマインツ大学留学中に、友人・ペーターから事件のニュースを知らされた。

#### 故郷の人々
必勝の兄・治は、勤務先の中学校の文化祭事業に加わって体育館にいた時に、中日新聞関係者からの電話で事件を知った。内装のアルバイトをしていた高校時代の同級生・塩竹政之は、姉からの電話を受け、急遽、治と連絡をとった。
石川県金沢市でピアノ運送助手のアルバイトをしていた上田茂は、カーラジオで三島の行動が報じられた時に、「あ、森田さんも死ぬんだな」と直感した。その日、金沢は曇っていたため、曇天の日になると、上田は必ず必勝のことを思い出すことになる。
必勝の初恋の人・上田牧子は、四日市市の勤務先に持ち込まれた号外によって必勝の死を知った。必勝が帰省していた時から何となく必勝の異変を感じていた牧子は、「ああ、とうとうやったか」と思った。

### 葬儀・記念碑など

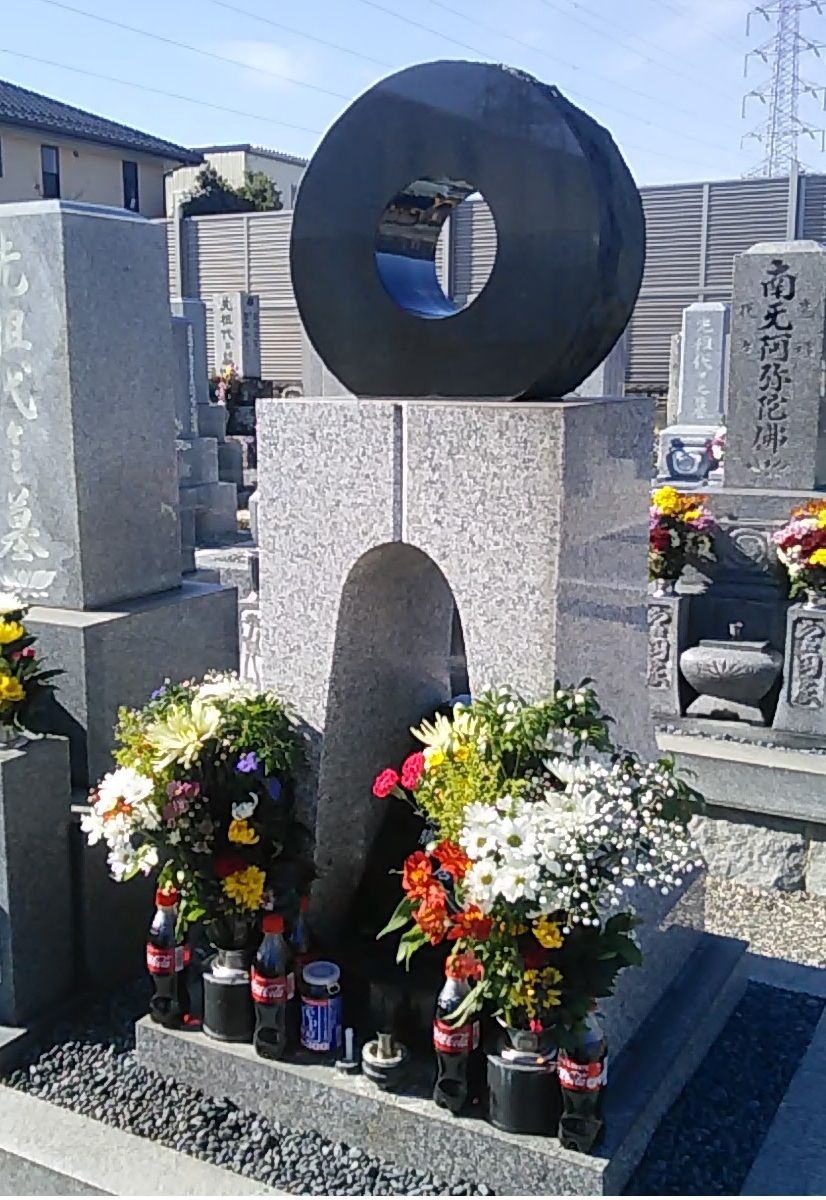
森田必勝の墓(四日市市大治田町)

事件翌日の1970年（昭和45年）11月26日、慶応義塾大学病院で解剖を終えた三島・必勝の2遺体は、首と胴体をきれいに縫合されていた。2遺体は棺に納められ、午後3時前に死体安置室において遺族に引き渡された。
必勝の遺体は白い死装束に包まれ、縫合部分も隠されていた。遺体と対面した兄・治は、「死顔からは、苦痛があったとは思えませんでした。安らかに眠っているようでした」と述懐している。必勝の遺体はすぐに渋谷区代々木の火葬場で荼毘に付された。遺骨を拾ったのは、兄・治と、故郷の友人の塩竹政之だけであった。
同日の18時過ぎに、楯の会会員によって代々木の聖徳山諦聴寺で必勝の通夜が営まれた。必勝の戒名は「慈照院釈真徹必勝居士」。この通夜の席で、楯の会会員一同へ宛てた三島の遺書が皆に回し読みされ、全員で「君が代」を忍びやかに歌って必勝との別れを悼んだ。
三重県四日市市の実家での通夜は、翌日11月27日に行われた。葬儀は11月28日にカトリック信者の兄・治の希望により海の星カトリック教会で営まれ、16時頃に納骨された。三島の平岡家からは弟・平岡千之が代表して出席した。
翌年の1971年（昭和46年）1月30日、「三島由紀夫・森田必勝烈士顕彰碑」が松江日本大学高等学校（現・立正大学淞南高等学校）の玄関前に建立されて除幕式が行なわれた。碑には、「誠」「維新」「憂国」「改憲」の文字が刻まれた。
同年2月28日、楯の会の解散式が西日暮里の神道禊大教会で行われ、三島夫人の平岡瑤子と75名の会員が出席した。瑤子夫人の実家の杉山家が神道と関係が深く、神道禊大教会と縁があったため、解散式の場所となった。
1981年（昭和56）11月25日、必勝の故郷・三重県四日市市の森田家に必勝の辞世の句が刻まれた「辞世之碑」が建てられた。
自決30年後の2000年（平成12年）、地元篤志家の協力で、必勝の故郷・三重県四日市市の森田家に銅像「森田必勝之像」が建てられた。銅像の製作は村田英子。
慰霊祭は、毎年11月25日に行なわれる「三島由紀夫研究会」（日学同）による追悼集会「憂国忌」のほか、4年の実刑判決を受けた小賀正義、小川正洋、古賀浩靖の3人が仮出所した翌年の1975年（昭和50年）以降に始まった元楯の会会員たちによる慰霊祭も毎年行われている。
11月24日には「野分祭」という必勝の辞世の句にちなんで、阿部勉（1期生）により名づけられた追悼会も、伊藤好雄（1期生）を祭主として一水会の主催で1972年（昭和47年）から毎年行なわれている。命日ではなく前日を慰霊祭としたのは、決起を翌日に控えた必勝の心境に思いを馳せる意味が込められているためである。

## 人物像など
- 森田必勝の外見は、頭の鉢が大きく、固太りの体格で、髪はスポーツマン風に短く刈っていた。眉は濃い方で、目は一重まぶたで童顔。鼻梁と唇の肉は厚めだが、笑うと歯並びの良い真っ白な歯が人目を奪う容姿であった[5]。必勝が来ると一気にその周囲がぱあっと明るくなるような天真爛漫な雰囲気を漂わせていたという[9]。声は少しハスキーだったという[35]。
- 中・高校の授業では日本史を特に好み、海星学園のリベロ校長に、日本の伝統や、日本史の素晴らしさをよく語っていたという[76]。

- 大学時代は、学生服に黒い革靴か、ジャンパーかコートに下駄ばき、といった服装が多く、大学や下宿近くの商店街の人たちにも必ず、「おはよう」と声を掛ける人懐っこい性格であった[5]。貧乏学生でいつも金に困っていたが靴磨きは大好きで、大学生門前の靴磨きのおじさんと顔馴染みになるほど通っていた時期があったという[5]。
- 夏にジョギングして汗だくになると、公道で行水をし、瓶のコカ・コーラを美味しそうにラッパ飲みしていたという[77]。そして近所の子供たちが珍しいものを見るように集まって来ると、必勝は子供と一緒になって無邪気に遊び、その姿は天真爛漫そのものだったと、早大の1年先輩の宮崎正弘は述懐している[77]。早大国防部の北恵庭駐屯地での体験入隊の時も、休憩中に北海道の原野をうさぎを追って駆け回る姿があどけない子供のようだったという[77]。
- 必勝と一緒に運送アルバイトをしたことのある早大国防部の大石晃嗣は、静岡県清水市まで長距離トラックで行った時、箱根の難所を緊張して運転する大石の横でグーグーと寝始める必勝に、「おい森田、こわくないのか？」と言うと、「こんな所で死んだら上等だよ」と豪快に笑い[12]、未明に三保の松原で砂地にはまって立ち往生してしまった時も、「かまやしねぇよ大石君、朝になったら車が来るから、それまで寝ようぜ」と人を食った態度だったという[12]。
- 日学同を脱退し、新宿区十二社の小林荘の下宿に住んでいた頃、よく必勝と行動を共にした野田隆史は、デパートに買い物に出かけてエレベーターに乗ると、必勝がエレベーターガールに「お姉さんは、どこの生まれ？」「ぼくは早稲田大学の学生で、名前は森田必勝といいます」と人懐っこく話しかけ、その女性がくすくすと笑ってしまっていたという[5]。新宿記念公園のベンチに座っていて、2人組の女の子から声をかけられた時には、「ぼくら大学生だよ、それでさあ」とちょっと気取って東京弁を使い、お国訛りを隠していたという[5]。
- 必勝は人の悪口や愚痴を一切言わず、些事にはこだわらない性格で、田舎出身の楯の会会員が待ち合わせ場所に辿り着けずに会えなくなった時も、全く怒らずに次の約束場所に笑顔で現われ、一言も小言を発しなかったという[9]。
- 短髪なので風呂の時もシャンプーを使わず、「シャンプーなんて要らない。顔を洗っていてその石鹸を上に持ってくれば髪は洗える」と笑っていたという[78]。
- 歯を磨くことが好きで、小林荘の下宿に来たばかりの時は、自分の歯ブラシがなくても、同居人の田中健一の歯ブラシを一度歯磨き粉をつけて洗ってから、それを借りて自慢の美しい歯をいつも丹念に磨いていたという[5]。
- 決起メンバーの小川正洋は必勝について、「自分自身に非常にきびしい人でした。赤ん坊から年寄りまでだれとでも仲よくなる人、包容力のある親分肌の人でした」と語っている[61]。
- 林房雄は、必勝の印象について「実に明るい笑顔を持った、礼儀正しい好青年で、寡黙ではあったが、内に秘めた何物かが、澄んだ彼の瞳から輝き出ていた。初対面の時、彼と何を話したのかは覚えてないが彼の無邪気で、しかも落着いた物腰、時折り真白い歯をみせて人なつっこく笑った顔のすがすがしさが印象に残っている」と述懐している[79]。

- 三島由紀夫が21歳の頃、短編を掲載した川端康成主宰の雑誌『人間』の担当編集者であった木村徳三は、三島自決後、森田必勝の写真を見た時、若き日の三島が惹かれていたゲイバー「ブランスウィック」のボーイ（三島の長編『禁色』の主人公・南悠一のモデル）の面影と似ていて驚いたとしている[80]。
- 三島事件の後、三島の体内から必勝の精液が出てきたという「風評」を吹聴する者がいるが、そのような事実関係を示すものは全くなく、検死解剖を行なった慶応義塾大学病院法医学解剖室・斎藤銀次郎教授の解剖所見にも、そのような記載はない[81]。
- なお、人が首を吊ったりすると排便してしまうことから、割腹の時も同様のことがあり得ると想定した三島が、尻に詰める脱脂綿を事前に用意していたことは事件の裁判で明らかになっている[43]。決起の準備に用意した品物の中に脱脂綿があるのを見た必勝がびっくりして、「何に使うのですか」と質問すると、「尻に詰めるんだよ」と三島が笑って説明していたという[43]。
- 三島と必勝に空手を教えていた中山正敏は、「森田さんはよく紺ガスリの着物に黒の剣道袴、人生劇場に出てくる早大生よろしく稽古に通って来た」と述懐している[82]。

また必勝の介錯については以下のような見解を示している。
- 三島のかつての担当編集者で、必勝と面識があった堤堯によると、1969年（昭和44年）頃に堤が、「森田さん、貴方、エルンスト・レームになるんじゃないの？」と、アドルフ・ヒトラーが政権を獲るまでのナチスの突撃隊隊長・レーム（のちに御用済みになって暗殺された人物）に喩えて意地悪い質問をすると、必勝は、「僕は絶対に三島先生を逃がしません」と、顔をキッと改めて答えたという[2]。必勝が去った後、一緒にいた堤の友人は、「三島も大変だなあ、今度という今度は逃げられない」と言ったとされる[2]。
- 楯の会5期生の村田春樹は、会の活動を通じて三島や班長らの斬り死に覚悟の本気を感じ取り、悩んだあげく、班長に「私は腹を切れない」と退会を申し入れ、1970年（昭和45年）6月1日に、学生長の必勝と話し合うため新宿で会った[45]。村田が「私は怖い、腹を切れないので退会させて下さい」と言うと、必勝は「村田よ、俺だっていざとなったら小便ちびって逃げるかも知れない。人間なんていざとなったら弱いもんだよ。だから君ももうちょっと会にいてみろ」と引き留め、退会を思い止まった村田は必勝と西口横丁の定食屋で昼飯を一緒に食べて別れたという[45]。村田は事件後、その時にすでに決起の決意をしていた必勝が、「村田よ、安心してもう少し会にいてみろ。お前の代わりに俺が行くから」と言いたかったのではないかと回想している[45]。